# Vigarano Mainarda
Vigarano Mainarda là một đô thị ở tỉnh Ferrara, vùng Emilia-Romagna của Italia, nằm ở vị trí cách khoảng 40 km về phía đông bắc của Bologna và khoảng 9 km về phía tây của Ferrara. Tại thời điểm ngày 31 tháng 12 năm 2004, đô thị này có dân số là 6.707 người và diện tích là 42,3 km².
Đô thị Vigarano Mainarda có các frazioni (các đơn vị cấp dưới, chủ yếu là các làng) Vigarano Pieve, Borgo, Castello, Coronella (partially), Diamantina, Madonna dei Boschi (partially), và Tortiola.
Vigarano Mainarda giáp các đô thị: Bondeno, Ferrara, Mirabello, Poggio Renatico.